# El crimen de la Canario
El crimen de la Canario cuyo título original es "The Canary murder case" es la segunda novela de S.S. Van Dine en la cual aparece Philo Vance. 
Esta novela narra el asesinato por estrangulación de una actriz conocida como "La Canario". El desenlace del misterio es sorpresivo, ya que ahí se descubre como hizo el asesino para despistar a la policía.

## Adaptación cinematográfica
la película The Canary Murder Case (Paramount, 1929) fue dirigida por Malcolm St. Clair y Frank Tuttle y protagonizada por: 
- William Powell, Philo Vance (investigador).
- Louise Brooks , Margaret Odell (la Canaria).
- Jean Arthur , Alys LaFosse.

- Datos: Q2089822
- Multimedia: The "Canary" Murder Case / Q2089822